# Liang Xiaojing
Liang Xiaojing, född 7 april 1997, är en friidrottare från Kina. Hon deltog vid olympiska sommarspelen 2016 och olympiska sommarspelen 2020.